# Jogador do Ano Sir Matt Busby

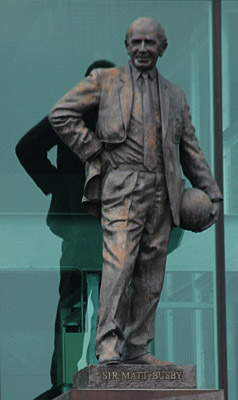
O troféu é uma réplica em miniatura desta estátua de Sir Matt Busby em frente ao Old Trafford.

O Prêmio Jogador do Ano Sir Matt Busby, anteriormente conhecido como Prêmio Jogador do Ano dos Membros do MUFC (1988–1995), é concedido ao jogador da temporada escolhido pelos torcedores do Manchester United. O prêmio presta homenagem ao ex-técnico do clube, Sir Matt Busby, que liderou o Manchester United em duas passagens distintas, de 1945 a 1969 e de 1970 a 1971. Renomeado em sua memória após sua morte em 1994, o prêmio recebeu um novo troféu - uma réplica em escala reduzida da estátua de Busby localizada no extremo leste de Old Trafford.
O primeiro vencedor do prêmio foi Brian McClair em 1988, que também se tornou o primeiro jogador a ganhá-lo duas vezes, vencendo também em 1992. Desde então, outros sete jogadores ganharam o prêmio mais de uma vez, dos quais cinco o conquistaram em temporadas consecutivas: Roy Keane (1999, 2000), Ruud van Nistelrooy (2002, 2003), Cristiano Ronaldo (2004, 2007, 2008), David de Gea (2014, 2015, 2016) e Bruno Fernandes (2020, 2021). A vitória de Ronaldo em 2008 fez dele o primeiro jogador a receber o prêmio três vezes, após já tê-lo vencido em 2004. De Gea ganhou o prêmio em 2016 pelo terceiro ano consecutivo, tornando-se o segundo jogador, após Ronaldo, a realizar tal feito em três temporadas consecutivas. De Gea venceu o prêmio pela quarta vez em 2018, sendo o primeiro jogador a alcançar esse feito, e Ronaldo juntou-se a ele ao conquistar sua quarta vitória em 2022.
A votação ocorre no final de cada temporada, geralmente em abril, e está aberta a qualquer pessoa que tenha uma conta no site oficial do clube. Originalmente, a votação era feita por correio até a temporada 1994-95, quando um sistema de votação por telefone foi introduzido. Os formulários de votação por correspondência eram incluídos na revista do clube, Inside United. Antes disso, a votação era restrita aos sócios do clube de torcedores oficial, que recebiam os formulários pelo correio ao final da temporada. Antes da criação do clube de torcedores oficial, um prêmio separado era concedido pelos membros de seu antecessor, o independente Manchester United Supporters Club.
Outros prêmios de final de temporada concedidos pelo Manchester United incluem o Prêmio Denzil Haroun de Jogador Reserva do Ano, o Prêmio Jimmy Murphy de Jovem Jogador do Ano, o Prêmio de Jogador do Ano dos Jogadores e o Prêmio Gol da Temporada. O Prêmio Jimmy Murphy de Jovem Jogador do Ano e o Prêmio de Jogador do Ano dos Jogadores são votados pelos próprios jogadores. A cerimônia de premiação para todos esses prêmios ocorre em uma noite anual próxima ao final da temporada da liga e é transmitida ao vivo pelo canal de televisão do clube, a MUTV.

## Vencedores

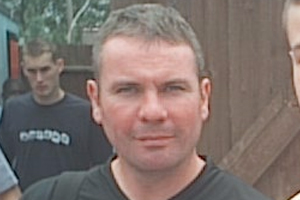
Brian McClair ganhou o prêmio inaugural em 1988.

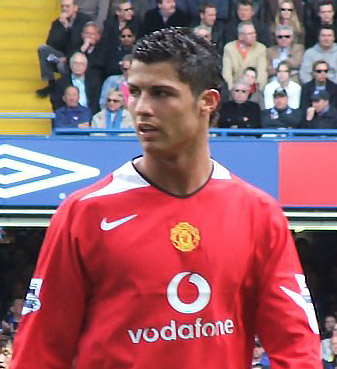
Cristiano Ronaldo é o único jogador de campo a ter conquistado o prêmio quatro vezes.

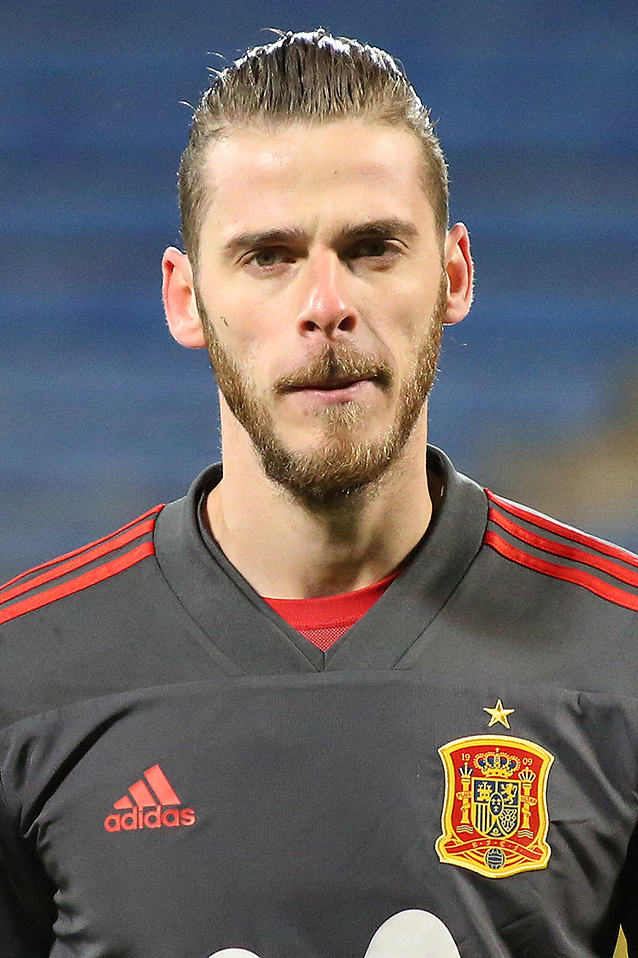
David de Gea detém o recorde conjunto de mais vitórias, com quatro, e foi o primeiro a ganhar o prêmio em três temporadas consecutivas.

| Temporada | Nome                | Nacionalidade | Posição       | Notas                                                    |  |
| --------- | ------------------- | ------------- | ------------- | -------------------------------------------------------- |  |
| 1987–88   | Brian McClair       | Escócia       | Atacante      |                                                          |  |
| 1988–89   | Bryan Robson        | Inglaterra    | Meio-campista | Primeiro vencedor inglês                                 |  |
| 1989–90   | Gary Pallister      | Inglaterra    | Defensor      |                                                          |  |
| 1990–91   | Mark Hughes         | País de Gales | Atacante      | Primeiro jogador da base a vencer o prêmio               |  |
| 1991–92   | Brian McClair       | Escócia       | Atacante      | Primeiro jogador a vencer o prêmio duas vezes            |  |
| 1992–93   | Paul Ince           | Inglaterra    | Meio-campista |                                                          |  |
| 1993–94   | Eric Cantona        | França        | Atacante      | Primeiro vencedor de fora do Reino Unido                 |  |
| 1994–95   | Andrei Kanchelskis  | Rússia        | Meio-campista |                                                          |  |
| 1995–96   | Eric Cantona        | França        | Atacante      |                                                          |  |
| 1996–97   | David Beckham       | Inglaterra    | Meio-campista |                                                          |  |
| 1997–98   | Ryan Giggs          | País de Gales | Meio-campista |                                                          |  |
| 1998–99   | Roy Keane           | Irlanda       | Meio-campista |                                                          |  |
| 1999–2000 | Roy Keane           | Irlanda       | Meio-campista | Primeiro jogador a vencer o prêmio em anos consecutivos  |  |
| 2000–01   | Teddy Sheringham    | Inglaterra    | Atacante      |                                                          |  |
| 2001–02   | Ruud van Nistelrooy | Países Baixos | Atacante      |                                                          |  |
| 2002–03   | Ruud van Nistelrooy | Países Baixos | Atacante      |                                                          |  |
| 2003–04   | Cristiano Ronaldo   | Portugal      | Meio-campista |                                                          |  |
| 2004–05   | Gabriel Heinze      | Argentina     | Defensor      | Primeiro vencedor de fora da Europa                      |  |
| 2005–06   | Wayne Rooney        | Inglaterra    | Atacante      |                                                          |  |
| 2006–07   | Cristiano Ronaldo   | Portugal      | Meio-campista |                                                          |  |
| 2007–08   | Cristiano Ronaldo   | Portugal      | Meio-campista | Primeiro jogador a vencer o prêmio três vezes            |  |
| 2008–09   | Nemanja Vidic       | Sérvia        | Defensor      |                                                          |  |
| 2009–10   | Wayne Rooney        | Inglaterra    | Atacante      |                                                          |  |
| 2010–11   | Javier Hernández    | México        | Atacante      | Primeiro vencedor da América do Norte                    |  |
| 2011–12   | Antonio Valencia    | Equador       | Meio-campista |                                                          |  |
| 2012–13   | Robin van Persie    | Países Baixos | Atacante      |                                                          |  |
| 2013–14   | David de Gea        | Espanha       | Goleiro       | Primeiro goleiro a vencer o prêmio                       |  |
| 2014–15   | David de Gea        | Espanha       | Goleiro       |                                                          |  |
| 2015–16   | David de Gea        | Espanha       | Goleiro       |                                                          |  |
| 2016–17   | Ander Herrera       | Espanha       | Meio-campista |                                                          |  |
| 2017–18   | David de Gea        | Espanha       | Goleiro       | Primeiro jogador a vencer quatro vezes                   |  |
| 2018–19   | Luke Shaw           | Inglaterra    | Defensor      |                                                          |  |
| 2019–20   | Bruno Fernandes     | Portugal      | Meio-campista |                                                          |  |
| 2020–21   | Bruno Fernandes     | Portugal      | Meio-campista |                                                          |  |
| 2021–22   | Cristiano Ronaldo   | Portugal      | Atacante      | Primeiro jogador de linha a vencer o prêmio quatro vezes |  |
| 2022–23   | Marcus Rashford     | Inglaterra    | Atacante      |                                                          |  |
| 2023–24   | Bruno Fernandes     | Portugal      | Meio-campista |                                                          |  |

### Vitórias por Jogador
| Vencedor            | Total de vitórias | Ano(s)                 |
| ------------------- | ----------------- | ---------------------- |
| Cristiano Ronaldo   | 4                 | 2004, 2007, 2008, 2022 |
| David de Gea        | 4                 | 2014, 2015, 2016, 2018 |
| Bruno Fernandes     | 3                 | 2020, 2021, 2024       |
| Brian McClair       | 2                 | 1988, 1992             |
| Eric Cantona        | 2                 | 1994, 1996             |
| Roy Keane           | 2                 | 1999, 2000             |
| Ruud van Nistelrooy | 2                 | 2002, 2003             |
| Wayne Rooney        | 2                 | 2006, 2010             |
| Bryan Robson        | 1                 | 1989                   |
| Gary Pallister      | 1                 | 1990                   |
| Mark Hughes         | 1                 | 1991                   |
| Paul Ince           | 1                 | 1993                   |
| Andrei Kanchelskis  | 1                 | 1995                   |
| David Beckham       | 1                 | 1997                   |
| Ryan Giggs          | 1                 | 1998                   |
| Teddy Sheringham    | 1                 | 2001                   |
| Gabriel Heinze      | 1                 | 2005                   |
| Nemanja Vidić       | 1                 | 2009                   |
| Javier Hernández    | 1                 | 2011                   |
| Antonio Valencia    | 1                 | 2012                   |
| Robin van Persie    | 1                 | 2013                   |
| Ander Herrera       | 1                 | 2017                   |
| Luke Shaw           | 1                 | 2019                   |
| Marcus Rashford     | 1                 | 2023                   |

### Vitórias por Posição
| Posição       | Número de vitórias |
| ------------- | ------------------ |
| Goleiro       | 4                  |
| Defensor      | 4                  |
| Meio-campista | 15                 |
| Atacante      | 14                 |

### Vitórias por Nacionalidade
| Nacionalidade | Número de vencedores |
| ------------- | -------------------- |
| Inglaterra    | 9                    |
| Portugal      | 7                    |
| Espanha       | 5                    |
| Países Baixos | 3                    |
| França        | 2                    |
| Irlanda       | 2                    |
| Escócia       | 2                    |
| País de Gales | 2                    |
| Argentina     | 1                    |
| Rússia        | 1                    |
| Sérvia        | 1                    |
| México        | 1                    |
| Equador       | 1                    |

## Jogador do Ano dos Jogadores
| Temporada | Nome              | Nacionalidade | Posição       | Notas                                                   | Ref.  |
| --------- | ----------------- | ------------- | ------------- | ------------------------------------------------------- | ----- |
| 2005–06   | Ryan Giggs        | País de Gales | Meio-campista | Vencedor inaugural                                      | [ 1 ] |
| 2006–07   | Cristiano Ronaldo | Portugal      | Atacante      | Primeiro vencedor não britânico                         | [ 1 ] |
| 2007–08   | Cristiano Ronaldo | Portugal      | Atacante      | Primeiro jogador a vencer o prêmio em anos consecutivos | [ 1 ] |
| 2008–09   | Nemanja Vidić     | Sérvia        | Defensor      |                                                         | [ 1 ] |
| 2009–10   | Wayne Rooney      | Inglaterra    | Atacante      |                                                         | [ 1 ] |
| 2010–11   | Nani              | Portugal      | Atacante      |                                                         | [ 1 ] |
| 2011–12   | Antonio Valencia  | Equador       | Atacante      | Primeiro vencedor não europeu                           | [ 1 ] |
| 2012–13   | Michael Carrick   | Inglaterra    | Meio-campista |                                                         | [ 1 ] |
| 2013–14   | David de Gea      | Espanha       | Goleiro       |                                                         | [ 1 ] |
| 2014–15   | David de Gea      | Espanha       | Goleiro       |                                                         | [ 1 ] |
| 2015–16   | Chris Smalling    | Inglaterra    | Defensor      |                                                         | [ 1 ] |
| 2016–17   | Antonio Valencia  | Equador       | Defensor      |                                                         | [ 1 ] |
| 2017–18   | David de Gea      | Espanha       | Goleiro       | Primeiro jogador a vencer o prêmio em três ocasiões     | [ 1 ] |
| 2018–19   | Luke Shaw         | Inglaterra    | Defensor      |                                                         | [ 1 ] |
| 2019–20   | Anthony Martial   | França        | Atacante      |                                                         | [ 1 ] |
| 2020–21   | Luke Shaw         | Inglaterra    | Defensor      |                                                         | [ 1 ] |
| 2021–22   | David de Gea      | Espanha       | Goleiro       | Primeiro jogador a vencer o prêmio em quatro ocasiões   | [ 1 ] |
| 2022–23   | Marcus Rashford   | Inglaterra    | Atacante      |                                                         | [ 2 ] |
| 2023–24   | Diogo Dalot       | Portugal      | Defensor      |                                                         | [ 3 ] |